# Kultura pawlowska

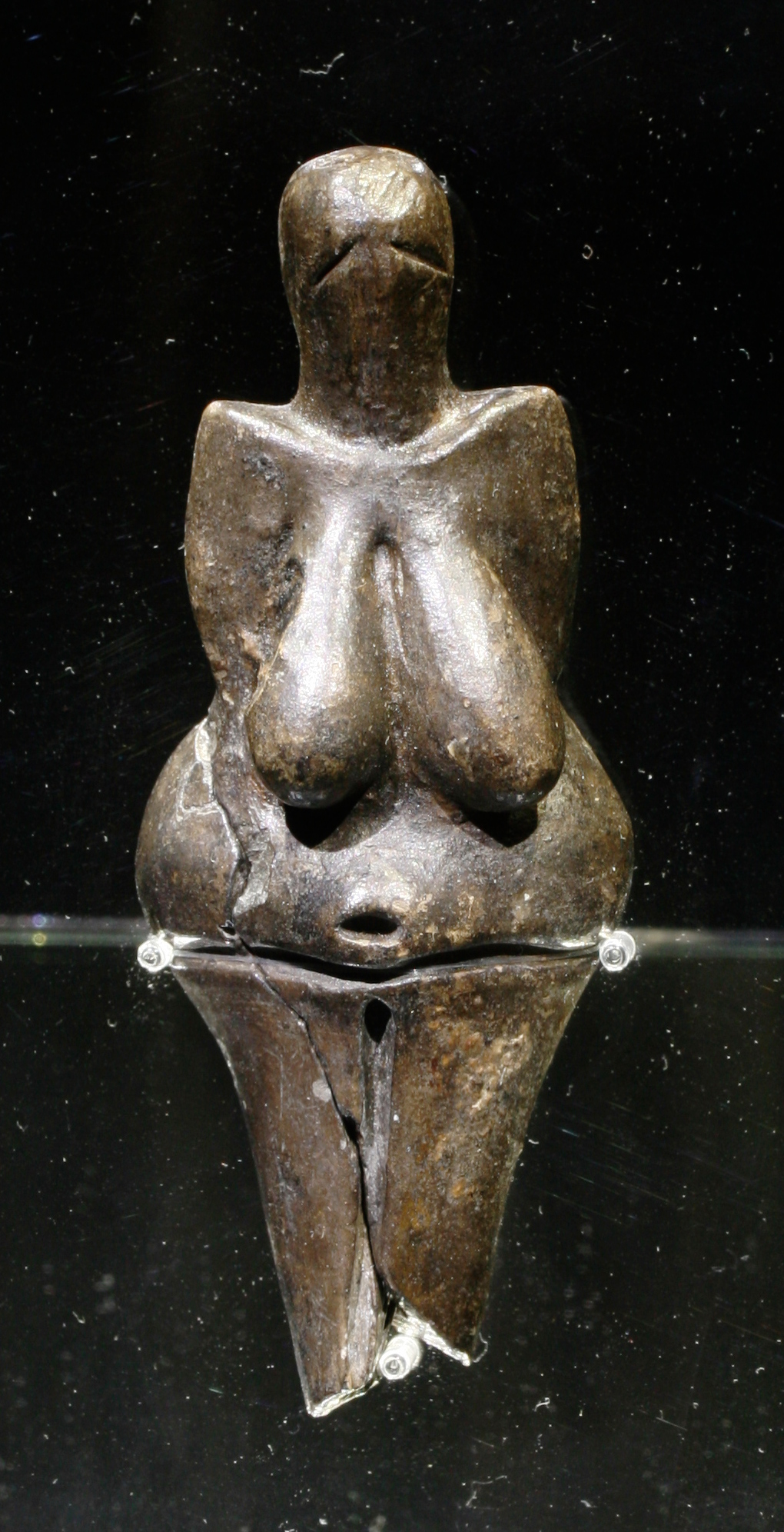
Wenus z Dolní Věstonice. Przód

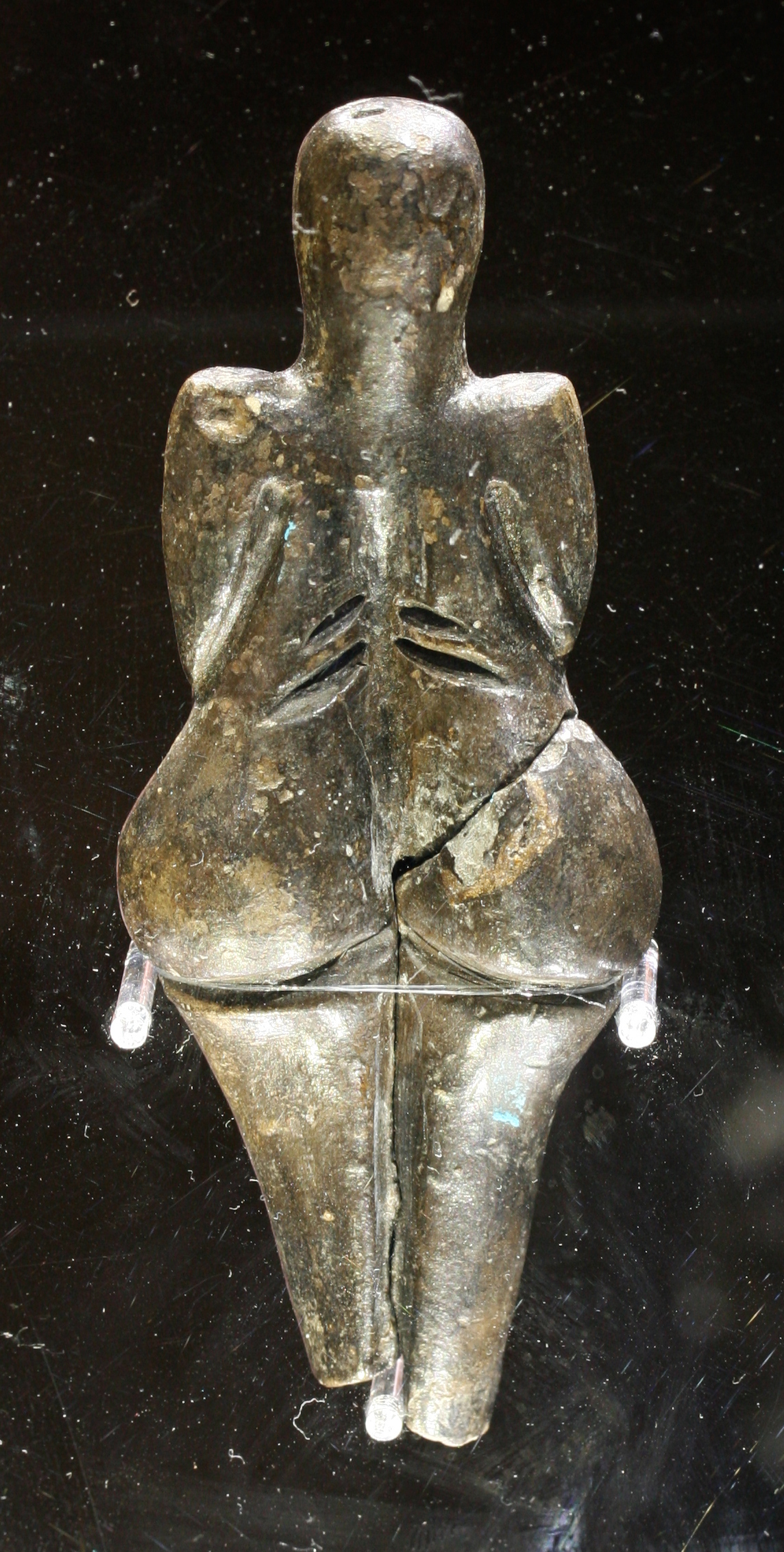
Wenus z Dolní Věstonice. Tył

Kultura pawlowska – jedna z kultur horyzontu graweckiego. Ukształtowała się w okresie górnego paleolitu na Morawach. Do najważniejszych stanowisk z tego okresu zaliczane są zespoły stanowisk z Dolnych Vestonic i Pavlova oraz późniejsze stanowisko Ostrawa-Petrikovice.
Kultura ta rozwijała się od ok. 30 tys. lat temu do ok. 23 tys. lat temu.

## Charakterystyka
Wyróżnić można „superstanowiska”:
- Dolní Věstonice – zespół okrągłych budynków mieszkalnych związanych z pawlowskim horyzontem kulturowym. W Dolní Věstonice odkryto pozostałości dwóch okrągłych budynków (drugi zwany Vestonice II oddalony od właściwego o około 200 metrów zwany „chatą szamana”). Na tym stanowisku odkryto też bogaty górnopaleolityczny inwentarz narzędziowy oraz figurkę bogini matki zwaną Wenus z Dolních Věstonic. W Vestonicach odkryto też jeden z najstarszych górnopaleolitycznych pochówków.
- Pavlov – klasyczny kompleks utożsamiany z kulturą pawlowską zawierający jedenaście chat rozmieszczonych na okrągłym planie. Stanowisko w Pavlovie oddalone jest około 400 metrów w linii powietrznej od Dolnich Vestonic.

Stanowiska tego rodzaju zakładane były w dolinach rzek. Lokalizacja tych stanowisk właśnie w tych miejscach związana była z kontrolą szlaków wędrówek zwierzyny. Ogniska w tych stanowiskach poza konstrukcjami mieszkalnymi lub w ich wewnątrz. Centrum życia kumulowało się wokół ognisk np. stanowisko Pavlov. Konstrukcje mieszkalne zagłębione były w ziemi i pokryte konstrukcją żerdziową. W pobliżu ognisk poświadczona jest obecność jam które służyły do podgrzewania wody – otóż jamki te wykładane były skórami, a następnie wypełniane wodą, po czym wrzucano rozgrzane kamienie z pobliskiego ogniska. W schyłkowej fazie rozwoju kultury pawlowskiej głównym budulcem, którym posługiwano się do budowy konstrukcji mieszkalnych były kości mamutów, które wyparły wcześniej używane kamienie i drewno.
Kości mamutów jak i słoni stanowiły również główny surowiec, z którego wytwarzano narzędzia kościane jak i elementy sztuki. W kulturze pawlowskiej głównym technologią używaną do produkcji narzędzi była technika wiórowa. Przewodnie formy narzędziowe to głównie ostrza tylcowe z prostym łukiem oraz zbrojniki, które stanowiły groty strzał, co świadczy o użytkowaniu łuku przez ludność tej kultury. Poświadczona jest także obecność ostrzy liściowatych i rylców, które służyły do tworzenia rytów na surowcach kościanych kultury pawlowskiej. Ze stanowisk pawlowskich znane są także drapacze wióry retuszowane. Inwentarze kościane reprezentowane były małe o owalnym przekroju i szydła kościane, oraz berła z przewierconym otworem. Narzędzia łopatkowate wykonywane z ciosów mamuta. 
Głównymi technikami stosowanymi do obróbki kości były techniki rozczepiania, gładzenia oraz łupania. Polowano na lisa, zająca polarnego, wilka, konia i renifera. W zależności od wielkości upolowanych okazów np. koni dokonywano na miejscu upolowania wstępnej obróbki tzn. dzielenia tuszy, jeśli zaś były to okazy mniejsze w całości były przynoszone do stanowisk podstawowych np. lis. O znacznym znaczeniu pokarmu roślinnego w diecie twórców kultury pawlowskiej świadczyć mogą znaleziska z jaskini Bzerowa w Małych Karpatach, gdzie poświadczone są ślady pyłków owoców dębu, jodły, sosny, orzecha. 
W kulturze pawlowskiej poświadczona jest obecność plastyki figuralnej w postaci form antropomorficznych (tzw. Wenus graweckie), jak i zoomorficznych – mamutów, lisów itp. Figurki te wykonywane były z kości jak i gliny. Na Morawach poświadczona jest obecność specjalnych pieców, służących do wypalania glinianych figurek.